# Система Линнея

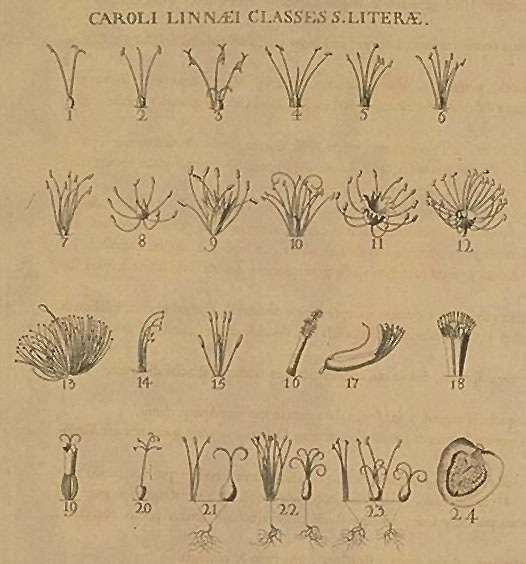
Половые признаки растений и соответствующие им классы Системы Линнея. Рисунок Георга Эрета из первого издания «Системы природы» (1735)

Половая система классификации растений, или просто Система Линнея, или Половая система (лат. Systema sexuale), — система классификации растений, предложенная шведским учёным Карлом Линнеем (1707—1778); известна также под названиями Половая система растений, Половая система Линнея, Брачная система Линнея. Система построена на основе количественного и качественного учёта половых признаков растений — особенностях разделения полов, числе тычинок и пестиков, особенностях их срастания. Выделяются 24 класса растений, которые, в свою очередь, делятся на порядки (отряды).
Впервые описание системы было опубликовано в первом издании «Системы природы» (1735). Система активно использовалась с середины XVIII до середины XIX века, а в учебной и научно-популярной литературе — до конца XIX века. Несмотря на свой искусственный характер, выгодно отличалась от других систем ботанической классификации того времени, в том числе удобством при практическом использовании. Николай Вавилов назвал систему Линнея «хотя и искусственной, но гениальной», а историк науки Йозеф Шультес — «триумфом разума».

## Предпосылки создания

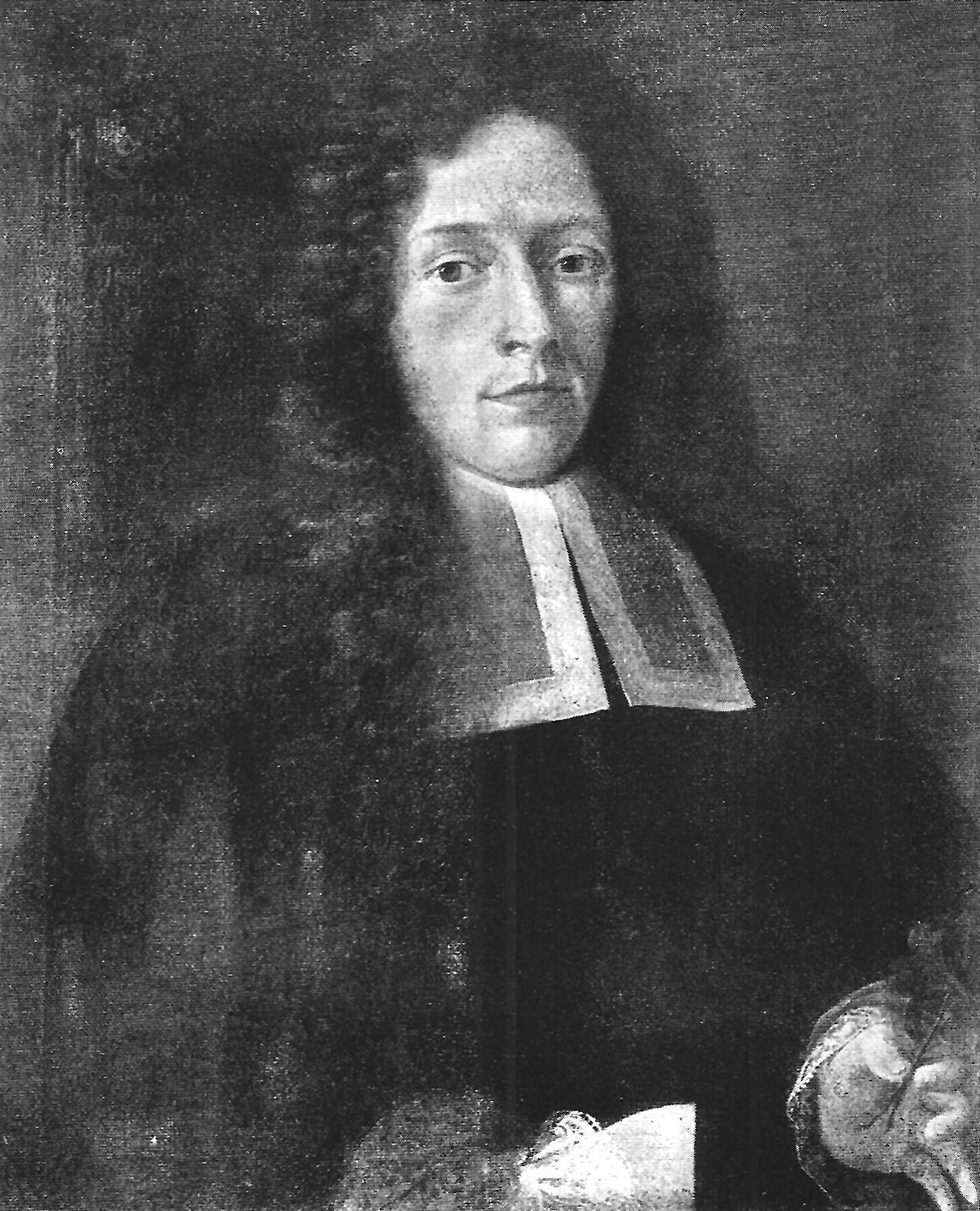
Портрет Рудольфа Камерариуса кисти немецкого художника Иоганна Драмбурга (1689)

Немецкий ботаник и врач Рудольф Камерариус (1665—1721) был первым, кто научно обосновал наличие половых различий у растений и разработал методику описания этих различий. Линней — один из немногих учёных XVIII века — оценил и развил это учение. При создании собственной системы классификации Линней использовал также идеи французского ботаника Себастьяна Вайяна (1669—1722), который на основании своих исследований высказывался об основополагающей роли в размножении растений тычинок и пестиков.
Курт Шпренгель в своей «Истории ботаники» (1817—1818) писал, что для создания половой системы растений имелись три предпосылки: достаточно высокое многообразие известных науке растений, некоторая унификация ботанической терминологии, а также опубликованные многими ботаниками работы на тему того, какие признаки в классификации растений являются существенными, а какие нет. Для обоснования существенности именно половых признаков важным было мнение немецкого философа Готфрида Лейбница (1646—1716), который считал, что целью растительного мира является сохранение как отдельной особи, так и вида в целом, из чего следует, что особую важность играют те органы растения, которые служат для реализации этой цели.

## История создания

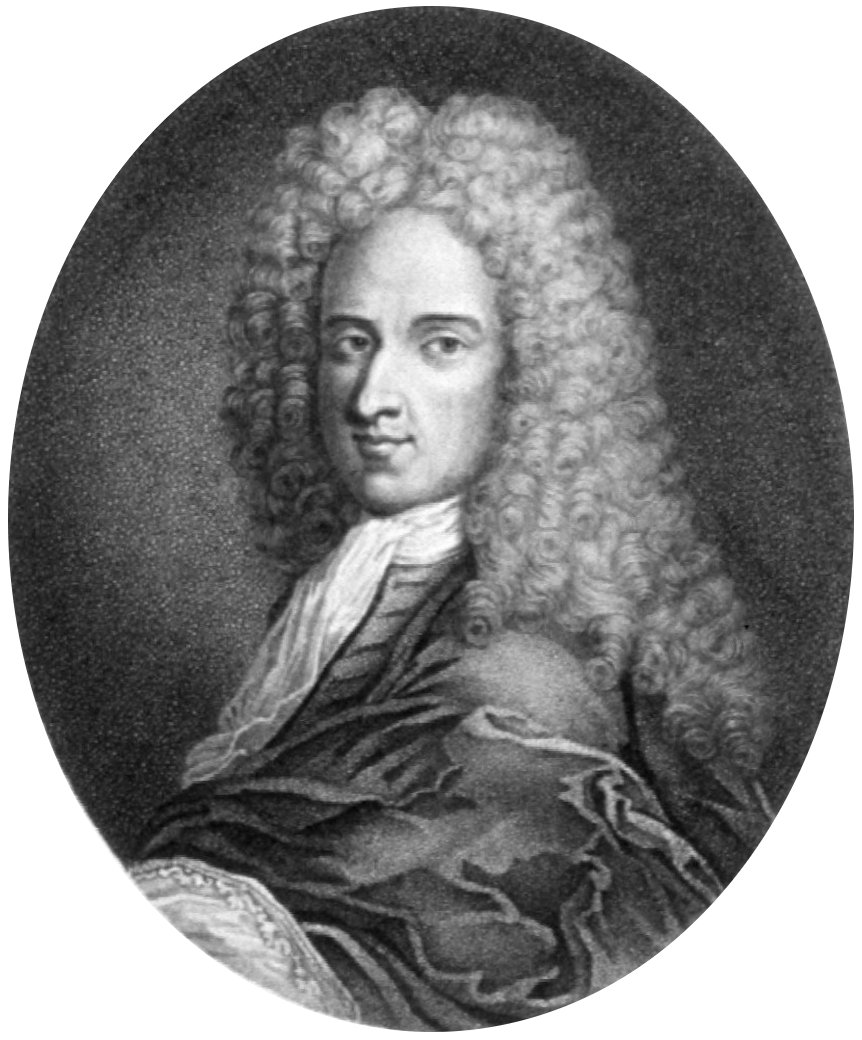
Портрет Себастьяна Вайяна из его работы Boticon parisiense (1727)

С идеями Себастьяна Вайяна об «истинном назначении» различных частей цветка Линней был, по всей видимости, знаком ещё в Векшё, в период обучения в гимназии: в библиотеке доктора Ротмана, готовившего Линнея к поступлению в университет, была книга Вайяна. В письменном виде основы будущей половой системы классификации появились в конце 1729 года, на втором году обучения Линнея в Уппсальском университете, в небольшом рукописном сочинении Praeludia sponsaliorum plantarum («Введение в половую жизнь растений», «Введение к помолвкам растений»), написанном на шведском языке. Первая часть сочинения представляла собой обзор мнений по вопросу о поле у растений, при этом Линней начинал с авторитетов древности, Теофраста и Плиния Старшего, и заканчивал ботаниками, исследовавшими этот вопрос в начале XVIII века, — Питтоном де Турнефором и Вайяном. Затем Линней излагал назначение различных частей цветка в соответствии с идеями Вайяна — он писал о вспомогательной роли лепестков, выступающих в качестве «брачного ложа», и об основополагающей роли в размножении растений тычинок («женихов») и пестиков («невест»).
Свою рукопись Линней преподнёс в качестве новогоднего подарка профессору Улофу Цельсию (1670—1756) — теологу и увлечённому ботанику-любителю. В предисловии Линней писал о «великой аналогии, которая должна быть обнаружена между растениями и животными в размножении их семей сходным образом». Сочинение вызвало большой интерес в академических кругах Уппсалы, его высоко оценил наиболее известный ботаник того времени в Уппсальском университете — профессор Улоф Рудбек-младший (1660—1740).

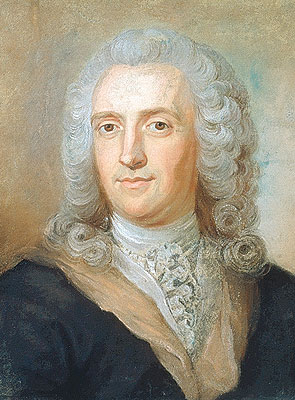
Портрет Карла Линнея кисти шведского художника Густафа Лундберга (1753)

В 1731 году разработка половой системы классификации растений была Линнеем по существу завершена. В 1732 году в Acta Litteraria Sueciae («Трудах Уппсальского королевского научного общества») была опубликована первая работа, в которой использовалась новая система, — Florula Lapponica («Краткая Лапландская флора»): каталог растений, собранных Линнеем во время своей экспедиции в Лапландию.

## Описание системы
Описание системы классификации растений по половым признакам было опубликовано в первом издании «Системы природы», вышедшем в 1735 году в Лейдене. Издавна существовавшее разделение растительного царства на травы и деревья было им отвергнуто (в системе Турнефора, активно использовавшейся в то время, такое разделение имелось). Линней, как и Вайян, считал, что наиболее существенными и неизменяемыми (слабо зависящими от условий произрастания) частями растений являются их органы размножения. Исходя из этого, он построил свою классификацию на основании числа, размеров и расположения половых органов растений (пестиков и тычинок), а также на особенностях разделения полов (однодомность, двудомность и многодомность).
Система состоит из трёх частей: ключа, признаков классов, а также перечня родов, распределённых по классам.

### Ключ системы
Ключ системы (являющийся по сути деревом Порфирия — древовидной структурой для иллюстрации шагов последовательного дедуктивного дихотомического деления понятий от высших к низшим) из второго тома 12-го издания «Системы природы» (1767):

| Раздельность  | \| Равенство \| Классы I, II, III, IV, V, VI, VII, VIII, IX, X, XI, XII, XIII \| \| \| Классы I, II, III, IV, V, VI, VII, VIII, IX, X, XI, XII, XIII \| \| Подчинённость \| Классы XIV, XV \| \| \| Классы XIV, XV \| |
|               | \| Равенство \| Классы I, II, III, IV, V, VI, VII, VIII, IX, X, XI, XII, XIII \| \| \| Классы I, II, III, IV, V, VI, VII, VIII, IX, X, XI, XII, XIII \| \| Подчинённость \| Классы XIV, XV \| \| \| Классы XIV, XV \| |
| Сростность    | Классы XVI, XVII, XVIII, XIX, XX |
|               | Классы XVI, XVII, XVIII, XIX, XX |
| Равенство     | Классы I, II, III, IV, V, VI, VII, VIII, IX, X, XI, XII, XIII |
|               | Классы I, II, III, IV, V, VI, VII, VIII, IX, X, XI, XII, XIII |
| Подчинённость | Классы XIV, XV |
|               | Классы XIV, XV |

| Равенство     | Классы I, II, III, IV, V, VI, VII, VIII, IX, X, XI, XII, XIII |
|               | Классы I, II, III, IV, V, VI, VII, VIII, IX, X, XI, XII, XIII |
| Подчинённость | Классы XIV, XV                                                |
|               | Классы XIV, XV                                                |

| Раздельность  | \| Равенство \| Классы I, II, III, IV, V, VI, VII, VIII, IX, X, XI, XII, XIII \| \| \| Классы I, II, III, IV, V, VI, VII, VIII, IX, X, XI, XII, XIII \| \| Подчинённость \| Классы XIV, XV \| \| \| Классы XIV, XV \| |
|               | \| Равенство \| Классы I, II, III, IV, V, VI, VII, VIII, IX, X, XI, XII, XIII \| \| \| Классы I, II, III, IV, V, VI, VII, VIII, IX, X, XI, XII, XIII \| \| Подчинённость \| Классы XIV, XV \| \| \| Классы XIV, XV \| |
| Сростность    | Классы XVI, XVII, XVIII, XIX, XX |
|               | Классы XVI, XVII, XVIII, XIX, XX |
| Равенство     | Классы I, II, III, IV, V, VI, VII, VIII, IX, X, XI, XII, XIII |
|               | Классы I, II, III, IV, V, VI, VII, VIII, IX, X, XI, XII, XIII |
| Подчинённость | Классы XIV, XV |
|               | Классы XIV, XV |

| Равенство     | Классы I, II, III, IV, V, VI, VII, VIII, IX, X, XI, XII, XIII |
|               | Классы I, II, III, IV, V, VI, VII, VIII, IX, X, XI, XII, XIII |
| Подчинённость | Классы XIV, XV                                                |
|               | Классы XIV, XV                                                |

| Раздельность  | \| Равенство \| Классы I, II, III, IV, V, VI, VII, VIII, IX, X, XI, XII, XIII \| \| \| Классы I, II, III, IV, V, VI, VII, VIII, IX, X, XI, XII, XIII \| \| Подчинённость \| Классы XIV, XV \| \| \| Классы XIV, XV \| |
|               | \| Равенство \| Классы I, II, III, IV, V, VI, VII, VIII, IX, X, XI, XII, XIII \| \| \| Классы I, II, III, IV, V, VI, VII, VIII, IX, X, XI, XII, XIII \| \| Подчинённость \| Классы XIV, XV \| \| \| Классы XIV, XV \| |
| Сростность    | Классы XVI, XVII, XVIII, XIX, XX |
|               | Классы XVI, XVII, XVIII, XIX, XX |
| Равенство     | Классы I, II, III, IV, V, VI, VII, VIII, IX, X, XI, XII, XIII |
|               | Классы I, II, III, IV, V, VI, VII, VIII, IX, X, XI, XII, XIII |
| Подчинённость | Классы XIV, XV |
|               | Классы XIV, XV |

| Равенство     | Классы I, II, III, IV, V, VI, VII, VIII, IX, X, XI, XII, XIII |
|               | Классы I, II, III, IV, V, VI, VII, VIII, IX, X, XI, XII, XIII |
| Подчинённость | Классы XIV, XV                                                |
|               | Классы XIV, XV                                                |

| Раздельность  | \| Равенство \| Классы I, II, III, IV, V, VI, VII, VIII, IX, X, XI, XII, XIII \| \| \| Классы I, II, III, IV, V, VI, VII, VIII, IX, X, XI, XII, XIII \| \| Подчинённость \| Классы XIV, XV \| \| \| Классы XIV, XV \| |
|               | \| Равенство \| Классы I, II, III, IV, V, VI, VII, VIII, IX, X, XI, XII, XIII \| \| \| Классы I, II, III, IV, V, VI, VII, VIII, IX, X, XI, XII, XIII \| \| Подчинённость \| Классы XIV, XV \| \| \| Классы XIV, XV \| |
| Сростность    | Классы XVI, XVII, XVIII, XIX, XX |
|               | Классы XVI, XVII, XVIII, XIX, XX |
| Равенство     | Классы I, II, III, IV, V, VI, VII, VIII, IX, X, XI, XII, XIII |
|               | Классы I, II, III, IV, V, VI, VII, VIII, IX, X, XI, XII, XIII |
| Подчинённость | Классы XIV, XV |
|               | Классы XIV, XV |

| Равенство     | Классы I, II, III, IV, V, VI, VII, VIII, IX, X, XI, XII, XIII |
|               | Классы I, II, III, IV, V, VI, VII, VIII, IX, X, XI, XII, XIII |
| Подчинённость | Классы XIV, XV                                                |
|               | Классы XIV, XV                                                |

### Признаки классов
Всего Линнеем было выделено 24 класса растений. В первые 23 класса он поместил растения, которые имеют видимые цветки; в последний, XXIV класс, были помещены все растения, цветков не имеющие (как писал русский ботаник Иван Мартынов в изложении Системы Линнея в 1821 году, цветки «едва видимые и совсем сокрытые» или «заключающиеся в плоде») — так называемые тайнобрачные растения. Первые 23 класса Линнеем были разделены на две части: в классы с I по XX были помещены растения с обоеполыми (гермафродитными, одноложными — то есть имеющими одно «ложе для брака») цветками, то есть такими, у которых имеются как пестики, так и тычинки; следующие три класса включали растения с однополыми (двуложными — то есть имеющими два «ложа для брака») цветками — находящимися на одном растении (XXI), на разных растениях (XXII) или такие растения, у которых могут быть как однополые цветки, так и обоеполые (XXIII). Классы с I по XIII были основаны на числе тычинок, при этом все тычинки были раздельными и имели равную длину; следующие два класса (XIV, XV) выделялись по признаку неравной длины тычинок, следующие три (XVI, XVII, XVIII) — по признаку срастания тычинок. К XIX классу Линней отнёс растения, в цветках которых нити тычинок остались свободными, а пыльники срослись; к XX классу — растения, у которых нити тычинок срослись со столбиком пестика.

### Список классов
| Класс |  | Название класса | Русский перевод названия                                     | Особенности цветков, дополнительная информация | Примеры растений                           |
| ----- |  | --------------- | ------------------------------------------------------------ | --- | ------------------------------------------ |
| I     |  | Monandriae      | Однотычинковые Одномужие                                     | Цветки с одной тычинкой Три порядка (по числу пестиков): Monogynia, Digynia, Trigynia | Канна, Куркума                             |
| II    |  | Diandriae       | Двутычинковые Двумужие                                       | Цветки с двумя тычинками Три порядка (по числу пестиков): Monogynia, Digynia, Trigynia | Сирень, Маслина                            |
| III   |  | Triandriae      | Трёхтычинковые Тримужие                                      | Цветки с тремя тычинками Три порядка (по числу пестиков): Monogynia, Digynia, Trigynia | Камыш, Пшеница                             |
| IV    |  | Tetrandriae     | Четырёхтычинковые Четыремужие                                | Цветки с четырьмя тычинками Четыре порядка (по числу пестиков): Monogynia, Digynia, Trigynia, Tetragynia | Подорожник, Падуб                          |
| V     |  | Pentandriae     | Пятитычинковые Пятимужие                                     | Цветки с пятью тычинками Семь порядков (по числу пестиков): Monogynia, Digynia, Trigynia, Tetragynia, Pentagynia, Decagynia, Polygynia | Крушина, Свёкла, Зонтичные                 |
| VI    |  | Hexandriae      | Шеститычинковые Шестимужие                                   | Цветки с шестью тычинками Шесть порядков (по числу пестиков): Monogynia, Digynia, Trigynia, Tetragynia, Hexagynia, Polygynia | Нарцисс, Рис                               |
| VII   |  | Heptandriae     | Семитычинковые Седмимужие                                    | Цветки с семью тычинками Четыре порядка (по числу пестиков): Monogynia, Digynia, Tetragynia, Heptagynia | Седмичник                                  |
| VIII  |  | Octandriae      | Восьмитычинковые Осьмимужие                                  | Цветки с восьмью тычинками Четыре порядка (по числу пестиков): Monogynia, Digynia, Trigynia, Tetragynia | Вакциниум, Гречиха                         |
| IX    |  | Enneandriae     | Девятитычинковые Девятимужие                                 | Цветки с девятью тычинками Три порядка (по числу пестиков): Monogynia, Digynia, Hexagynia | Лавр, Ревень                               |
| X     |  | Decandriae      | Десятитычинковые Десятимужие                                 | Цветки с десятью тычинками Шесть порядков (по числу пестиков): Monogynia, Digynia, Trigynia, Tetragynia, Pentagynia, Decagynia | Камнеломка, Мальпигия                      |
| XI    |  | Dodecandriae    | Двенадцатитычинковые Двенадцатимужие                         | Цветки с числом тычинок от 12 до 19 Семь порядков (по числу пестиков): Monogynia, Digynia, Trigynia, Tetragynia, Pentagynia, Hexagynia, Dodecagynia                                                                                                 | Копытень, Молочай                          |
| XII   |  | Icosandriae     | Двадцатитычинковые Двадцатимужие                             | Число тычинок — 20 и более, при этом они прикреплены к чашечке Пять порядков (по числу пестиков): Monogynia, Digynia, Trigynia, Pentagynia, Polygynia                                                                                               | Слива, Шиповник                            |
| XIII  |  | Poliandriae     | Многотычинковые Многомужие                                   | Тычинки многочисленные, прикреплены к цветоложу Семь порядков (по числу пестиков): Monogynia, Digynia, Trigynia, Tetragynia, Pentagynia, Hexagynia, Polygynia                                                                                       | Лютик, Мак                                 |
| XIV   |  | Didynamiae      | Двусильные Двоесилие                                         | Две тычинки длиннее остальных Три порядка: Gymnospermia, Angiospermia, Polypetala | Норичниковые, Яснотковые                   |
| XV    |  | Tetradynamiae   | Четырёхсильные Четыресилие                                   | Четыре тычинки длиннее остальных Два порядка: Siliculosa, Siliquosa | Капустные                                  |
| XVI   |  | Monodelphiae    | Однобратственные Однобратство                                | Тычинки срослись в один пучок (трубку) Три порядка: Pentandria, Decandria, Polyandria | Камелия, Страстоцвет                       |
| XVII  |  | Diadelphiae     | Двубратственные Двоебратство                                 | Тычинки срослись в два пучка Три порядка: Hexandria, Octandria, Decandria | Дымянка, Фасоль                            |
| XVIII |  | Polyadelphiae   | Многобратственные Многобратство                              | Тычинки срослись в несколько пучков Три порядка: Pentandria, Icosandria, Polyandria | Зверобой, Цитрус                           |
| XIX   |  | Syngenesiae     | Сростнопыльниковые Сродство                                  | Пыльники срослись, а нити тычинок остались свободными Пять порядков: Polygamia aequalis, Polygamia superflua, Polygamia frustranea, Polygamia necessaria, Monogamia                                                                                 | Астровые                                   |
| XX    |  | Gynandriae      | Сростнопыльникопестичные Сростнопестичнотычинковые Женомужие | Нити тычинок срослись со столбиком пестика Семь порядков: Diandria, Triandria, Tetrandia, Pentandria, Hexandria, Decandria, Polyandria | Кирказон, Ятрышник                         |
| XXI   |  | Monoeciae       | Однодомные Однодомство                                       | Цветки однополые, при этом мужские и женские цветки находятся на одном и том же растении Девять порядков: Monandria, Triandria, Tetrandia, Pentandria, Hexandria, Polyandria, Monadelphia, Polyadelphia, Syngenesia                                 | Берёза, Дуб                                |
| XXII  |  | Dioeciae        | Двудомные Двоедомство                                        | Цветки однополые, при этом мужские и женские цветки находятся на разных растениях 13 порядков: Didandria, Triandria, Tetrandia, Pentandria, Hexandria, Octandria, Enneandria, Decandria, Icosandria, Polyandria, Monadelphia, Syngenesia, Gynandria | Ива, Тополь                                |
| XXIII |  | Polygamiae      | Многобрачные Многобрачие                                     | У растения имеются как обоеполые, так и однополые цветки Три порядка: Monoecia, Dioecia, Trioecia | Хурма, Ясень                               |
| XXIV  |  | Cryptogamae     | Тайнобрачные Тайнобрачие                                     | Отсутствие цветков Шесть порядков: Plantae, Filices, Musci, Algae, Fungi, Lithophyta | Водоросли, Высшие споровые растения, Грибы |

## Развитие системы
Со временем система Линнея менялась — небольшие изменения в неё вносил сам Линней в течение жизни, другие изменения были внесены в систему после его смерти. Так, в первой версии системы (1735) в XXIV классе имелся порядок Lithophyta, в который входили различные морские организмы, ведущие неподвижный образ жизни, однако довольно быстро этот порядок был из системы исключён.
Формулировки характеристик уточнялись Линнеем от издания к изданию. Текст, опубликованный во втором томе 12-го издания «Системы природы» (1767), считается наиболее совершенным. От издания к изданию увеличивалось также число родов, перечисленных в системе классификации растений — в указанном издании список «Роды классов» занимал 22 страницы.

## Оценка системы

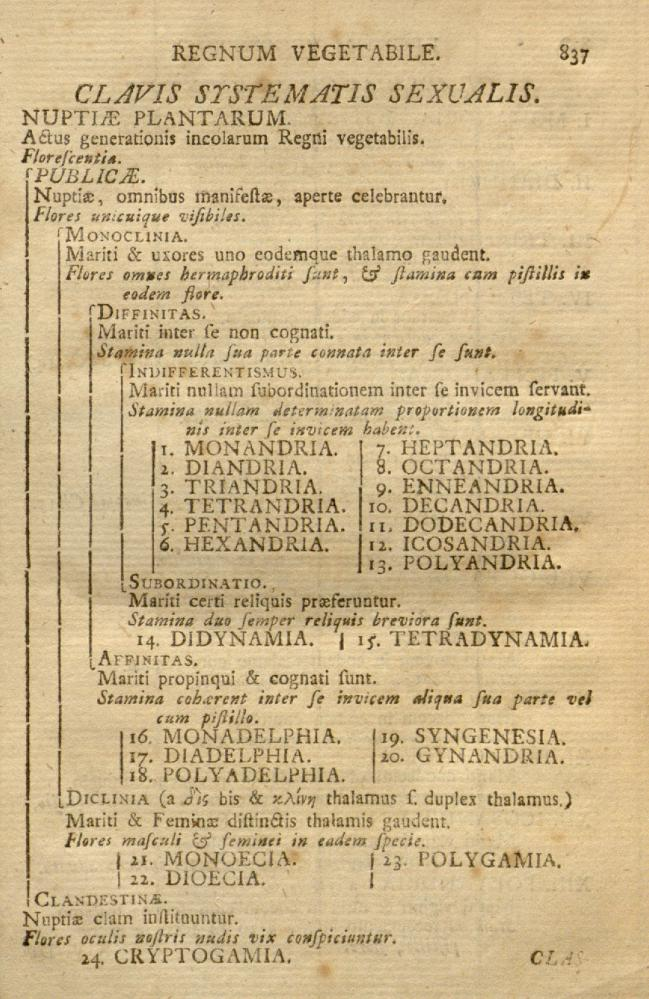
Ключ к системе Линнея из десятого издания «Системы природы» (1758)

Недостатком системы, который осознавал и сам Линней, был её искусственный характер — таковыми, впрочем, являлись и все другие системы классификации, известные к тому времени, включая систему Чезальпино (основанную на признаках и строении плодов и семян), систему Рэя (учитывающую различные признаки растений, в том числе строение плодов и околоцветника, а также жизненную форму) и систему Турнефора (построенную на строении околоцветника). Во всех этих системах, включая систему Линнея, учёт ключевых для данной системы признаков оказывался недостаточным для того, чтобы установить естественные связи между систематическими группами растений. Однако ключевой признак системы Линнея — особенности половых органов растения — оказался более существенным по сравнению с ключевыми признаками предшествующих систем, а также более наглядным и удобным при практическом использовании, причём разобраться в терминологии и методологии её применения было доступно даже непрофессиональным натуралистам. В условиях имеющейся в XVIII веке острой надобности в описательных работах по инвентаризации объектов растительного мира такая система выгодно отличалась от предшествующих, особенно в условиях появившейся более точной терминологии и более простой (начиная со второй половины XVIII века) биноминальной ботанической номенклатуры.
Реформаторская деятельность Линнея была воспринята в ботаническом мире неоднозначно. Как писал Эмиль Винклер в своей «Истории ботаники» (1854) о периоде, предшествовавшем появлению системы, в то время о двух полах у растений говорили многие учёные, тем более, что после Себастьяна Вайяна имелось убеждение в правильности теории оплодотворения, «но чтобы ботаник, и притом такой молодой человек, каким был тогда Линней, осмелился со строгой последовательностью различать мужской и женский пол у растений и на этом различии строить новую систему — это было нечто совершено неслыханное». Споры вокруг системы Линнея продолжалась долгие годы и в них были вовлечены многие авторитетные учёные разных стран. Вызывало сомнения само учение о половом процессе у растений; кроме того, находились ботаники, которые высказывались относительно того, что новое учение безнравственно, а потому должно быть отброшено. Иоганн Сигизбек, директор Ботанического сада в Санкт-Петербурге, писал в 1737 году, что «Бог никогда не допустил бы в растительном царстве такого безнравственного факта, как то, что несколько мужей (тычинок) имеют одну жену (пестик). Не следует преподносить учащейся молодёжи подобной нецеломудренной системы». По мнению австрийского историка науки Йозефа Шультеса, наиболее основательным и, одновременно, наиболее грубым врагом Линнея был немецкий ботаник и медик Фридрих Медикус (1736—1808); работая над созданием собственной системы классификации растений, в которой одновременно были признаки и искусственной (как у Линнея), и естественной систем, Медикус, по мнению Шультеса, каждую возможность улучшить Линнея использовал для его порицания. Остро критиковал Линнея известный швейцарский ботаник, медик и поэт Альбрехт Галлер (1708—1777). Также критиковавший Линнея Кристиан Готтлиб Людвиг (1709—1773) занимался разработкой своей системы, в которой пытался соединить системы Линнея и Ривинуса. Другие ботаники высказывали различные соображения относительно того, как следует улучшить систему Линнея, свои варианты усовершенствования предлагали ученики и соратники Линнея — в частности, Карл Тунберг и Иоганн Гледич.
В целом новая система классификации растений быстро завоевала признание и распространилась во всём мире, став во второй половине XVIII века почти общепризнанной. По сравнению с теми классификациями, которые использовались до неё, система Линнея представляла собой существенный шаг вперёд; именно с её помощью в науке были преодолены хаос и неопределённость, царившие в систематике растений в начале XVIII века. Исследования Йозефа Кёльрейтера по гибридизации у растений, проводившиеся во второй половине XVIII века, казалось бы, окончательно закрыли вопрос о существовании пола у растений и значении для процесса размножения различных частей растительного организма, однако в начале XIX века снова стали появляться работы с критикой половой системы Линнея, при этом ставился под сомнение сам факт существования пола у растений. Немецкие ботаники Франц Шельфер (1778—1832) и Август Геншель (1790—1856) доказывали, что для образования семян в растениях требуется не пыльца, а различные природные силы, а потому нет никаких оснований говорить про сходство процессов размножения у растений и животных. Из факта существования растений, у которых имеются как цветки только с пестиками, так и цветки только с тычинками, Шефлер делал вывод о ненужности тычинок для плодоношения, причём преподносил эту идею как очевидную. По мнению советского ботаника Евгения Вульфа, идеи работы Шельфера «Критика учения о поле у растений» отбрасывали учение о поле у растений к началу XVII столетия. Николай Вавилов называл их критику легкомысленной, однако отмечал, что под их влияние попал даже великий Иоганн Вольфганг Гёте.
Сам Линней воспринимал свою систему в первую очередь как служебную, имеющую практическое значение, предназначенную «для диагноза». Стремление же к построению естественной системы (системы, построенной по «естественному методу») Линней считал «первым и последним, к чему стремится ботаника», объясняя это тем, что «природа не делает скачков», а все растения «проявляют друг к другу сродство». Линней выделял естественные группы в своих работах (например, 67 групп, приведённых в «Философии ботаники»), однако при этом замечал, что это лишь «фрагменты» естественного метода и они «требуют изучения». По мнению историка Доннемана, ученики и последователи Линнея стали, к сожалению, рассматривать систему классификации Линнея как венец естествознания, не учитывая мнения самого создателя этой системы и видя основной целью своей деятельности познание как можно большего числа видов. В результате система Линнея со временем стала служить тормозом на пути развития науки — и такое положение наблюдалось до момента признания научным миром естественной системы классификации растений, разработанной Огюстеном Декандолем в 1820-е и 1830-е годы на основе систем Бернара Жюссьё и Антуана Жюссьё.
Использование системы Линнея продолжалось и в первой половине XIX века, но к середине XIX века она уже стала пережитком. В России в научной ботанической литературе эта система применялась со второй половины XVIII века до 1830-х годов, а в учебной и научно-популярной литературе — до конца XIX века.
Ботаник Иван Мартынов в своём сочинении «Три ботаника», вышедшем в 1821 году, писал, что в растительном царстве «сияют, как три великие светила, три систематика — Турнефор, Линней и Жюссьё», — прочие же «озаряют таинства природы, заимствуя свет свой от лучей сих гениев». Без понимания системы каждого из них, по мнению Мартынова, невозможно увидеть «зачатия методического познания сего царства». Непосредственно о системе Линнея Мартынов писал: «одарённый от природы всеми талантами, потребными для произведения переворота в Ботанике; одушевляемый деятельным умом, не позволяющим себе никакого покоя, когда ему остаётся что-либо увидеть или открыть, сокращая труд разыскания тем быстрым и точным взором, который всегда представляет предмет под надлежащею точкою зрения, Линней, дознав из многих опытов, что тычинки и пестики были истинными, едиными половыми органами растений, с выгодою воспользовался признаками сих двух органов для создания остроумной Системы, в коей все прозябаемые [то есть растения] сами, так сказать, ставятся на приличное им место».